# Arnold Gesell
Arnold Lucius Gesell (Alma, Wisconsin 1880. június 21. – New Haven, Connecticut 1961. május 29.) amerikai pedagógus és pszichológus.
Kutatási területe: pedagógiai pszichológia, gyermeki magatartás.

## Művei magyarországi könyvtárakban
- Le jeune enfant dans la civilisation moderne /avec Frances Ilg, (1949)[7]
- L'enfant de 5 ŕ 10 ans / avec Frances L. Ilg, (1949)[8]
- The embryology of behavior : the beginnings of the human mind / in collab. with Catherine S. Amatruda ; forew. by T. Berry Brazelton. Oxford : Blackwell ; Philadelphia : Lippincott, 1988. XXI, 274 p. : ill. (Clinics in developmental medicine ; no. 3.) (UK)[9]

## Jelentősége
Főleg a gyermeki magatartás terén végzett kiterjedt megfigyeléseket. 1925-től Európában is elterjedtek fejlődési tesztjei, a hasonló európai tesztek konstrukciójának mintaképeivé váltak.